# David Ferne
David Ferne (* 16. März 1994 in Wuppertal) ist ein deutscher Handballspieler, der zuletzt für die HSG Bergische Panther aktiv war.

## Karriere
Ferne erlernte das Handballspielen beim MTV 61 Elberfeld und der Cronenberger TG, bevor er dann 2009 für zwei Jahre zum TB Wülfrath wechselte.
Zur Saison 2011/12 wechselte Ferne in die Jugend des Bergischen HC, wo er zwei Jahre in der A-Jugend Bundesliga auflief. Bereits 2012 hatte er die ersten Einsätze für die 1. Herrenmannschaft in der 2. Bundesliga.
Ab 2013 gehörte Ferne dem Kader der 1. Herrenmannschaft des Bergischen HC an und hatte dort auch seinen ersten Einsatz in der 1. Handball-Bundesliga. Aufgrund des Zweitspielrechts beim Leichlinger TV konnte Ferne sich als Spieler der 3. Liga etablieren.
Nachdem Ferne zur Saison 2015/16 einen Vertrag beim Zweitligisten VfL Eintracht Hagen unterschrieb, wechselte er 2016 zurück in die 3. Liga zur SG Ratingen 2011.
2018 wechselte er dann zurück zum Ligakonkurrenten Leichlinger TV. 2022 wechselte Ferne dann zum Oberligisten LTV Wuppertal, bevor er 2023 zurück in die 3. Liga zu den Bergischen Panthern ging. Dieser Einsatz endete nach einem Jahr jedoch bereits wieder.